# Álones
Álones är en ort i Grekland.   Den ligger i prefekturen Nomós Piraiós och regionen Attika, i den sydöstra delen av landet, 30 km sydväst om huvudstaden Aten. Álones ligger 18 meter över havet och antalet invånare är 189. Den ligger på ön Egina.
Terrängen runt Álones är kuperad åt sydväst, men åt nordost är den platt. Havet är nära Álones österut.  Närmaste större samhälle är Aegina, 8,7 km väster om Álones. 